# Гибралтарская скала
Гибралтарская скала (англ. Rock of Gibraltar) — монолитная известняковая скала высотой 426 метров, расположенная в южной части Пиренейского полуострова, в Гибралтарском проливе. Скала находится на территории Гибралтара, британской заморской территории. В древности была известна как один из Геркулесовых столбов, о чём свидетельствует памятник в южной части скалы.
Скалу также называют горой Тарика, Джебель Тарик (араб. جبل طارق‎) в честь арабского полководца Тарик ибн Зияда, от имени которого произошло название Гибралтара. Верхняя часть горы выделена в заповедник, в котором проживает около 250 берберийских макак — единственного вида диких приматов в Европе. Обезьяны и лабиринт тоннелей каждый год привлекают большое число туристов.

## География и геология

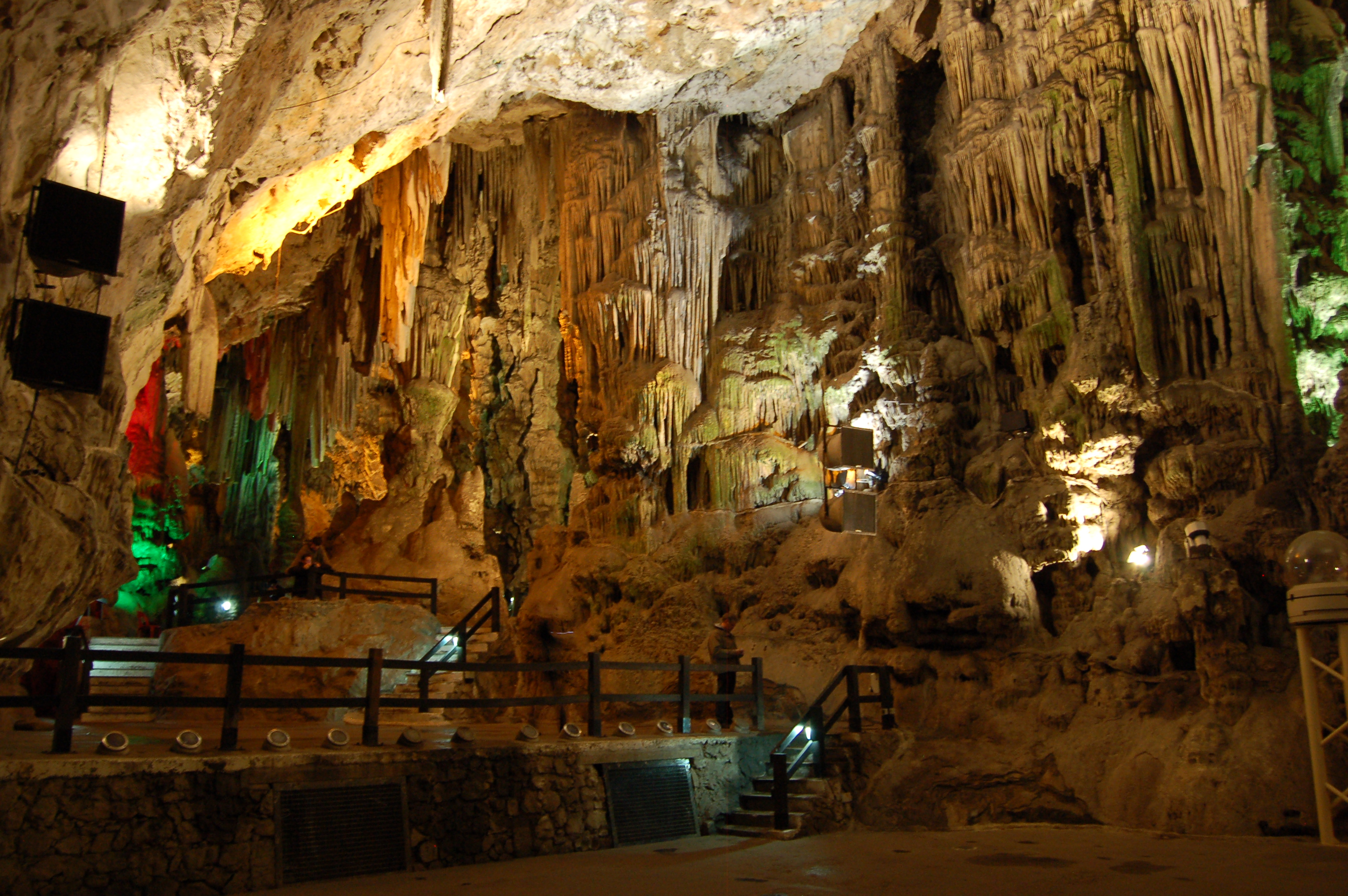
Внутри пещеры Св. Михаила

Гибралтарская скала образовалась в юрский период, около 200 млн лет назад, в результате столкновения Африканской и Евразийской тектонических плит. Средиземное море при этом стало озером и с течением времени практически высохло (Мессинский кризис). Воды Атлантического океана впоследствии пробили Гибралтарский пролив и затопили Средиземноморье. Гибралтарская скала является частью горного хребта Кордильера-Бетика, расположенного на юго-востоке Иберии.
В настоящее время скала образует полуостров, выдающийся в пролив примерно на 5 км от южного берега Испании. С севера скала резко взмывает от уровня моря до высоты 411,5 м, где расположена батарея Рок-Ган. Восточная часть скалы обрывается утёсами к песчаным склонам, которые образовались в период оледенения. На этой части скалы в 1903 году была построена система сбора воды. Сделано это было для снабжения небогатого естественными источниками Гибралтара (в настоящее время сбор дождевой воды заменён опреснением на заводах обратного осмоса). На более пологом западном склоне горы располагается заповедник и сам город.
Кальциты, из которых состоит известняк, медленно размываются водой, и с течением времени в нём образуются пещеры. Поэтому в Гибралтарской скале имеется более 100 пещер, крупнейшая из которых — пещера Св. Михаила — расположена на западном склоне горы и часто посещается туристами.
Пещера Горхама, которая находится на уровне моря в более крутой восточной части скалы, примечательна тем, что археологи обнаружили в ней свидетельства пребывания неандертальцев около 30 тысяч лет назад.

## История и укрепления

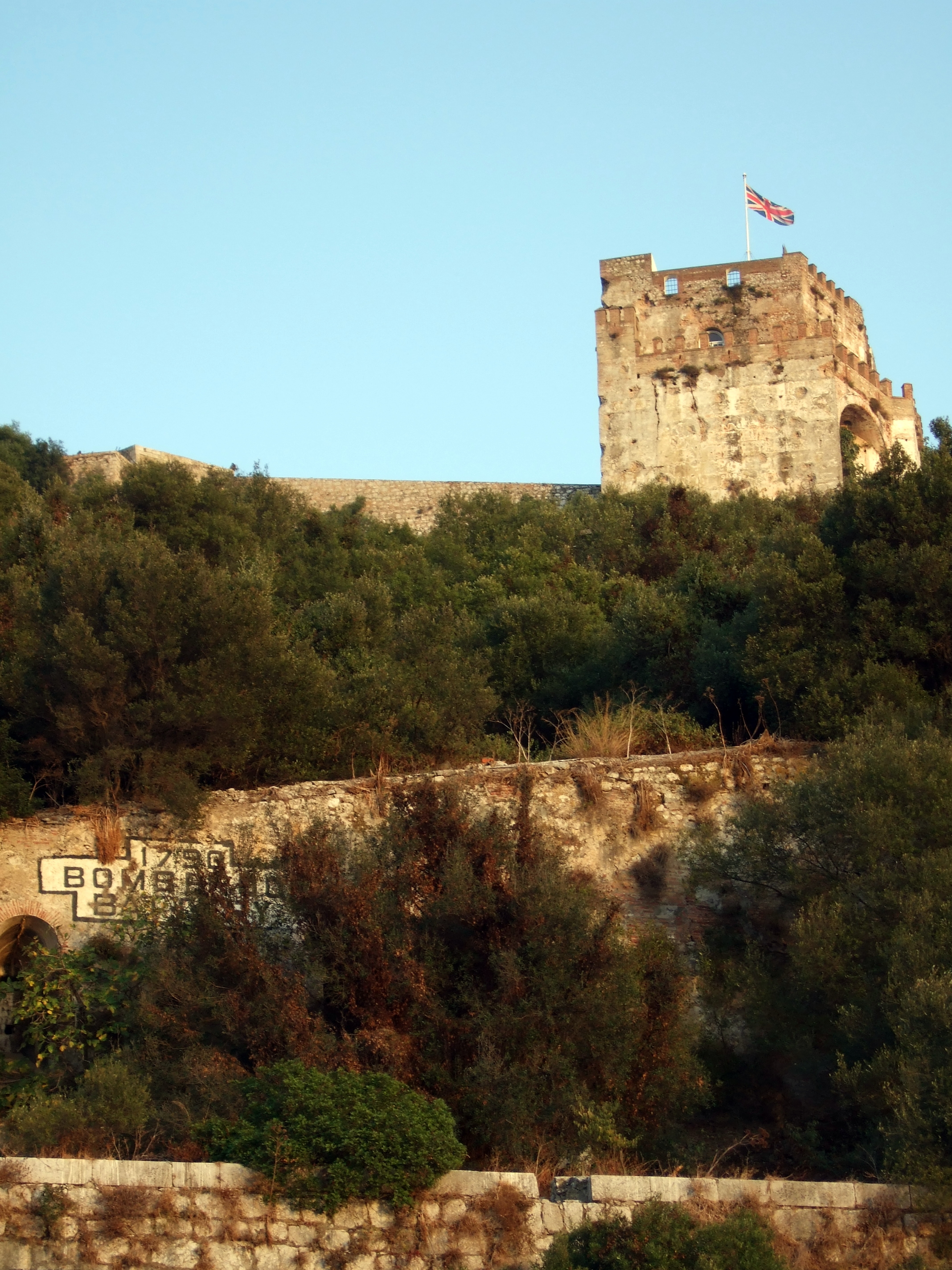
Мавританский замок с флагом Великобритании

### Мавританский замок
Мавританский замок — наследие арабского периода в истории Пиренейского полуострова. В 711 году, преодолев пролив и заняв стратегическую высоту, берберы во главе с Тарик ибн Зиядом построили на северной части скалы крепость, назвав её в честь предводителя «Джабаль-ат-Тарик». В дальнейшем укрепление было использовано для дальнейшего продвижения вглубь Европы.
В 1309 году, после нескольких неудачных попыток нормандцев, кастильцев и испанцев покорить крепость, Алонсо Перес де Гусман захватил её и превратил в тюрьму. Однако вскоре мавры отбили её, и лишь в 1462 полуостров был отвоёван испанцами вновь, на сей раз на 250 лет. Крепость была хорошо укреплена, и алжирские пираты не смогли прибрать к рукам столь важную высоту.

### Галереи

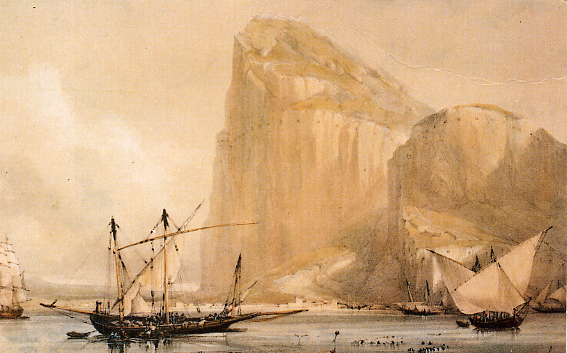
Северный обрыв Гибралтарской скалы, по краям уступов видны амбразуры, 1810 год.

Уникальной особенностью скалы является система подземных тоннелей, длина которых превышает 50 км. В 1704 году в ходе войны за испанское наследство английские войска под предводительством адмирала Джорджа Рука захватили Гибралтар, после чего в 1713 году был подписан Утрехтский договор, признающий полуостров владением английской короны. Впоследствии испанцы множество раз пытались вернуть себе полуостров, штурмуя крепость. В четырнадцатую по счету осаду, получившую название Великой осады Гибралтара и длившейся с 1779 по 1783 год, в скале был выкопан первый туннель. Командующий гарнизоном Джордж Август Элиотт решил вести огонь по испанским батареям, стоящим на равнине перед северной частью скалы. Для сообщения батареи Виллиса с выемкой на северном фасаде скалы (где планировалось установить орудия) был прорыт тоннель, который поначалу не имел амбразур, но отверстия для вентиляции отлично подходили для ведения огня.
Галереи, которые в наше время показывают туристам, являются дальнейшим развитием этой идеи. Их закончили в 1797 году, прорыв 304 метра тоннелей и залов. Из амбразур открывается уникальный вид на Гибралтарский залив, перешеек и территорию Испании.

### Вторая мировая война
С началом Второй мировой войны в 1939 году гражданское население было эвакуировано, и Гибралтар был укреплён для защиты от нападения. К 1942 году на скале было размещено более 30 тыс. британских солдат, моряков и лётчиков. Система тоннелей была расширена, и скала превратилась в ключевую точку обороны мореходства в Средиземном море.
В феврале 1997 года англичане рассекретили план, называемый операция «Трейсер», согласно которому в глубине скалы должна была быть заблаговременно размещена специальная группа военнослужащих из 6 человек на случай захвата Гибралтара нацистами. В её задачу входил сбор информации о перемещениях противника и передача её по радио. Группа была готова провести в изоляции как минимум год, а если потребуется, то и больше, но до этого не дошло. Когда стало ясно, что нападение вряд ли состоится, операция была свёрнута, а группа распущена.

## Заповедник Аппер-Рок
В 1993 году около 40 % территории Гибралтара было выделено в заповедник. Среди наиболее важных его обитателей — берберийский макак (см. Колония маготов на Гибралтаре), берберская куропатка, тимьян и иберийка. Кроме того, Гибралтарскую скалу посещает множество перелётных птиц.